# Wesley Wyndam-Pryce
Wesley Wyndam-Pryce var ursprungligen en rollfigur i serien Buffy och vampyrerna, men senare blir karaktären en huvudkaraktär i TV-serien Angel, se Angel (TV-serie). Rollfiguren kallas bara "Wesley" i serierna. Wesley Wyndam-Pryce porträtteras av Alexis Denisof.

## Förhistoria
Man får inte veta så mycket om hur Wesleys liv var innan han kom till Sunnydale. När han väl kommer dit är han reserverad, stel och håller sitt förflutna för sig själv. Man får dock ledtrådar till hur hans liv varit. Troligen blev han mentalt misshandlad av sin pappa och Wesleys osäkerhet kan ha sin grund i pappans alltför stora förväntningar på sin son. Wesleys pappa heter Roger Wyndam-Pryce och var en respekterad Väktare och medlem av Väktarrådet. Roger var en hård och okänslig förälder och hade inget tålamod alls med Wesleys misstag. Detta lade säkerligen också grunden till Wesleys kontrollbehov, stelhet och osäkerhet. Det kan också vara ett resultat av att ha levt med hård engelsk disciplin under hela uppväxten.

## Sunnydale
Wesley kommer till Sunnydale då Rupert Giles blivit avskedad som Väktare, för att bli Buffys och Faith Lehanes nya Väktare. Han blir inte populär hos Dråparna, vilka totalt ignorerar hans råd, eftersom han är så väldigt strikt och stel - till och med värre än Giles. Wesley gick, innan han blev till Väktare, på kamp-utbildning men på grund av hans osäkerhet och feghet var han inte den bästa när det gällde fysisk kamp, dessutom vill han att allt ska ske kontrollerat. Wesley hade dock en flirt med Cordelia Chase. I slutet av säsong tre blev Wesley, precis som Giles, avskedad från Väktarrådet efter att Faith blev farlig och oförutsägbar och skolan hade sprängts i luften.

## Los Angeles
Wesley lämnade Sunnydale efter att skolan sprängts i luften och borgmästaren besegrats, men han dyker upp igen i Los Angeles. Där slår han följe med gänget på Angel Investigations. I början är han bara "den töntiga medhjälparen", men han spelar en alltmer viktig roll när serien utvecklas. Wesley blir "hjärnan" bakom hela organisationen och lär sig handskas med diverse vapen.
När Angels son Connor föds blir Wesley, på grund av en falsk profetia, övertygad om att Angel är förutbestämd att döda Connor. För att rädda Connor kidnappar Wesley honom, och i och med det bedrar han sina allierade. Men Wesley blir själv bedragen och överfallen varvid Connor tas ifrån honom. När Wesley återhämtat sig efter överfallet försöker Angel döda honom varefter Angel Investigations bannlyser Wesley. I desperation börjar Wesley ha sex med fienden Lilah Morgan, men under Jasmine-krisen återvänder han till Angel Investigations. Wesley är då förändrad, han är allvarlig och har pessimistisk syn på livet och hans metoder för att lösa de problem som dyker upp kan ifrågasättas.
Vidare dyker Wesleys pappa Roger Wyndam-Pryce upp och granskar Wesleys alla rörelser. När Roger hotar med att döda Winifred Burkle skjuter Wesley honom till döds utan att blinka. Men det visar sig att Roger är en cyborg som vill förslava Angel. Trots att Wesley får veta detta bryr han sig inte alls, under uppväxtåren har Wesley blivit övertygad om att hans pappa är en hänsynslös man som är kapabel att bedra och döda sin egen son i det godas namn.
I säsong fem blir Wesley tillsammans med Fred Burkle men han mister henne när hennes kropp tas över av demonen Illyria. Detta gör att Wesley vänder sig till alkohol för att döva smärtan. Han tar också på sig uppgiften att hjälpa Illyria att förstå dagens värld, han gör det för att han vill ha någon del av Fred nära sig. Trots sina problem står Wesley alltjämt på de godas sida. Senare, när Angel föreslår att gänget ska gå till attack mot The Circle of the Black Thorn och The Senior Partners, går Wesley med på att utmana demonen Cyvus Vail. Wesley blir dödligt sårad under kampen, men lyckas ändå slå demonen medvetslös. Sina sista minuter vid liv får Wesley tillbringa med Illyria vid sin sida, som för att trösta Wesley tar skepnaden av Fred. När han dött dödar hon Cyvus Vail.